# Nowa Kaźmierka
Nowa Kaźmierka (deutsch Neu Kazimierka) ist ein Dorf und Schulzenamt der Stadt- und Landgemeinde Chocz im Powiat Pleszewski der Woiwodschaft Großpolen, Polen. Von 1975 bis 1998 gehörte das Dorf zur Woiwodschaft Kalisz. Das Dorf befindet sich fünf Kilometer nördlich der Stadt Chocz.

## Sehenswürdigkeiten

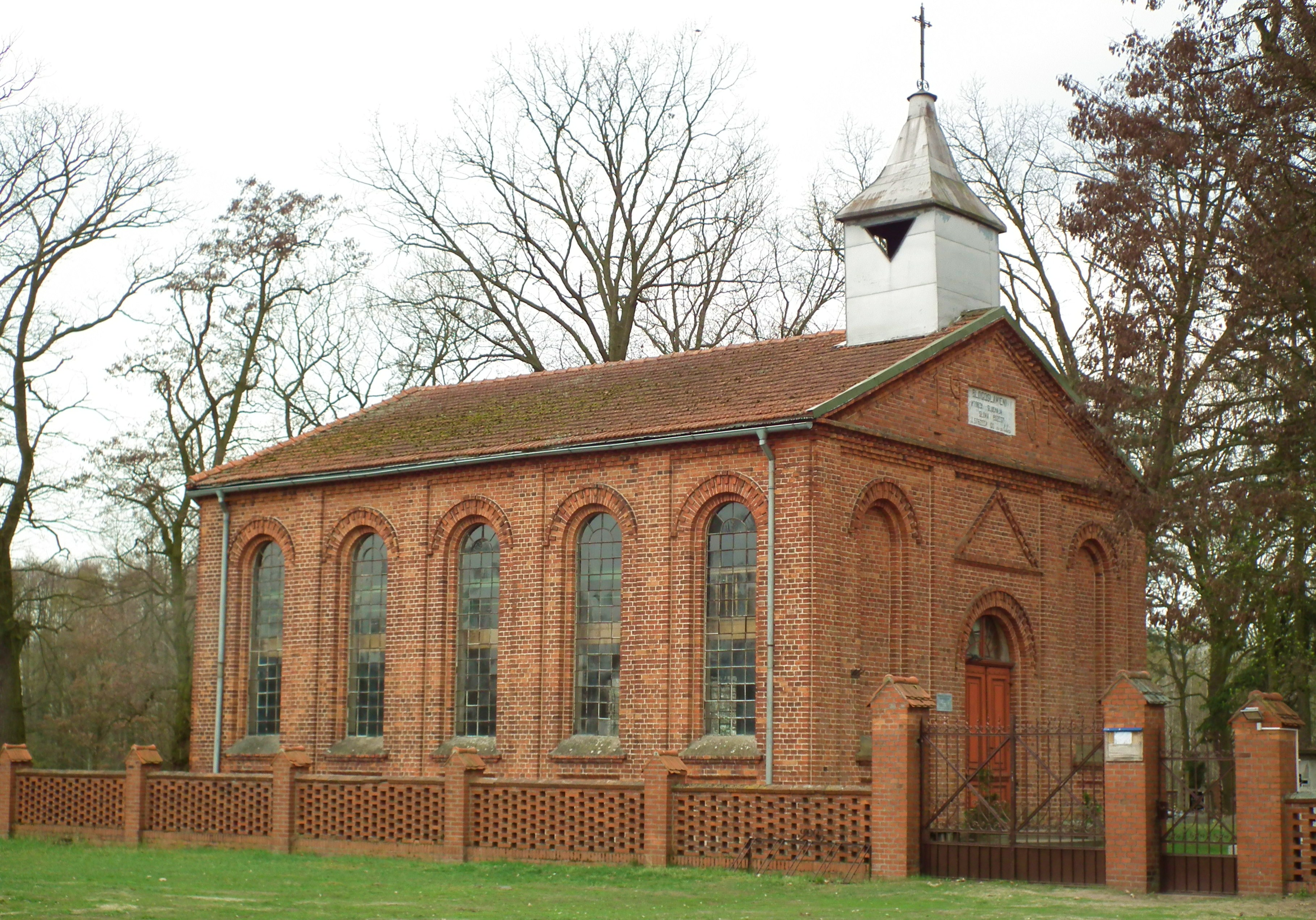
Evangelische Kirche

- Die evangelische Kirche wurde 1907 erbaut (1843 wurde eine Filialgemeinde von Stawiszyn in Józefów unmittelbar im Südosten gegründet) und ist noch heute eine Filiale der lutherischen Kirche in Kalisz der Diözese Pommern-Großpolen. Sie wird auch von der römisch-katholischen Gemeinde oder ökumenisch genutzt. Jeden vierten Sonntag im Monat findet ein Gottesdienst für die zwölf lutherischen Familien der umliegenden Dörfer statt. (Stand: 2015)[1]
- Neben der Kirche befindet sich ein evangelischer Friedhof mit historischen Grabsteinen, der heute noch belegt wird.
- Hölzernes Bauernhaus aus dem 19. Jahrhundert.

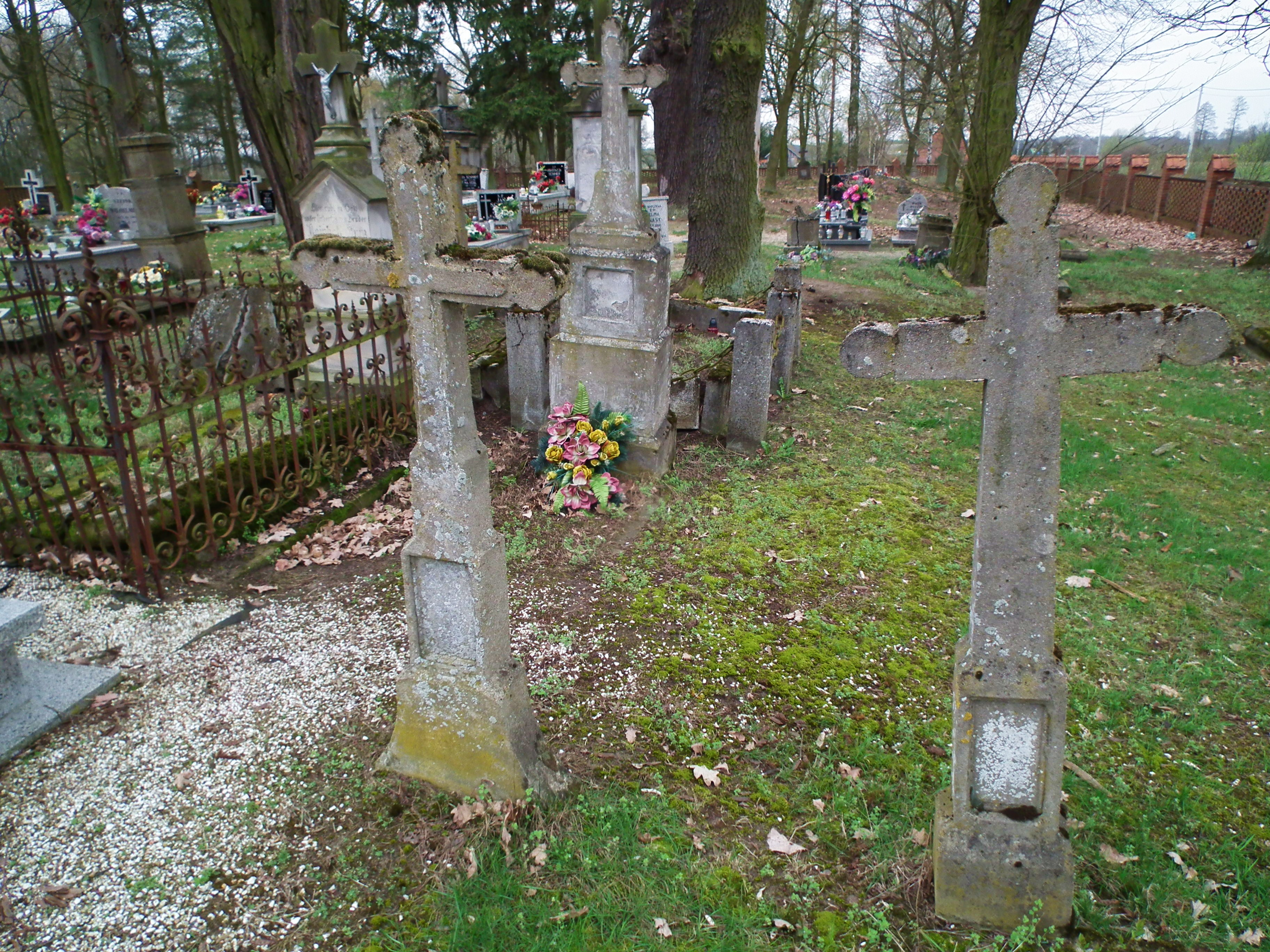
Evangelischer Friedhof